# Kubisch kristalstelsel

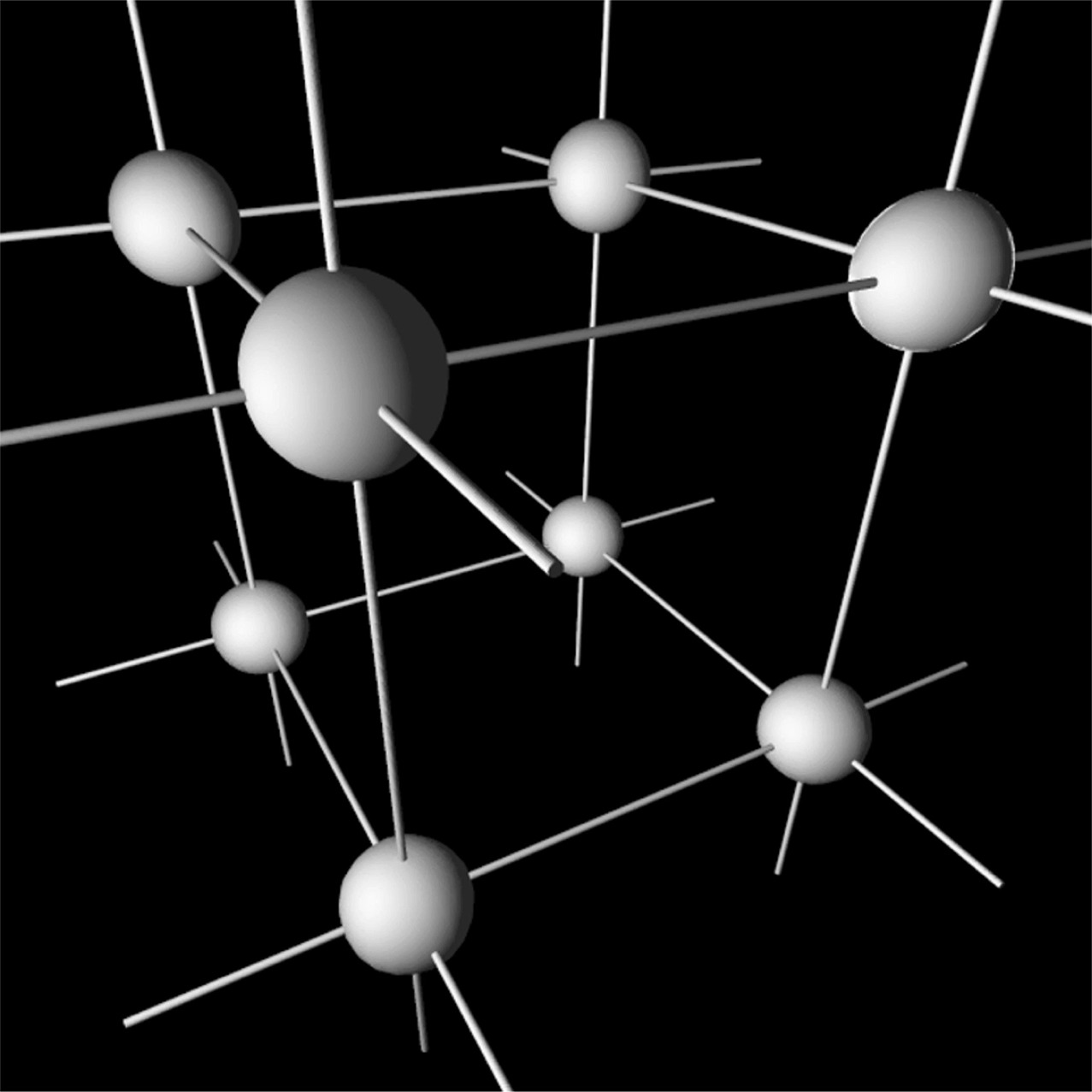

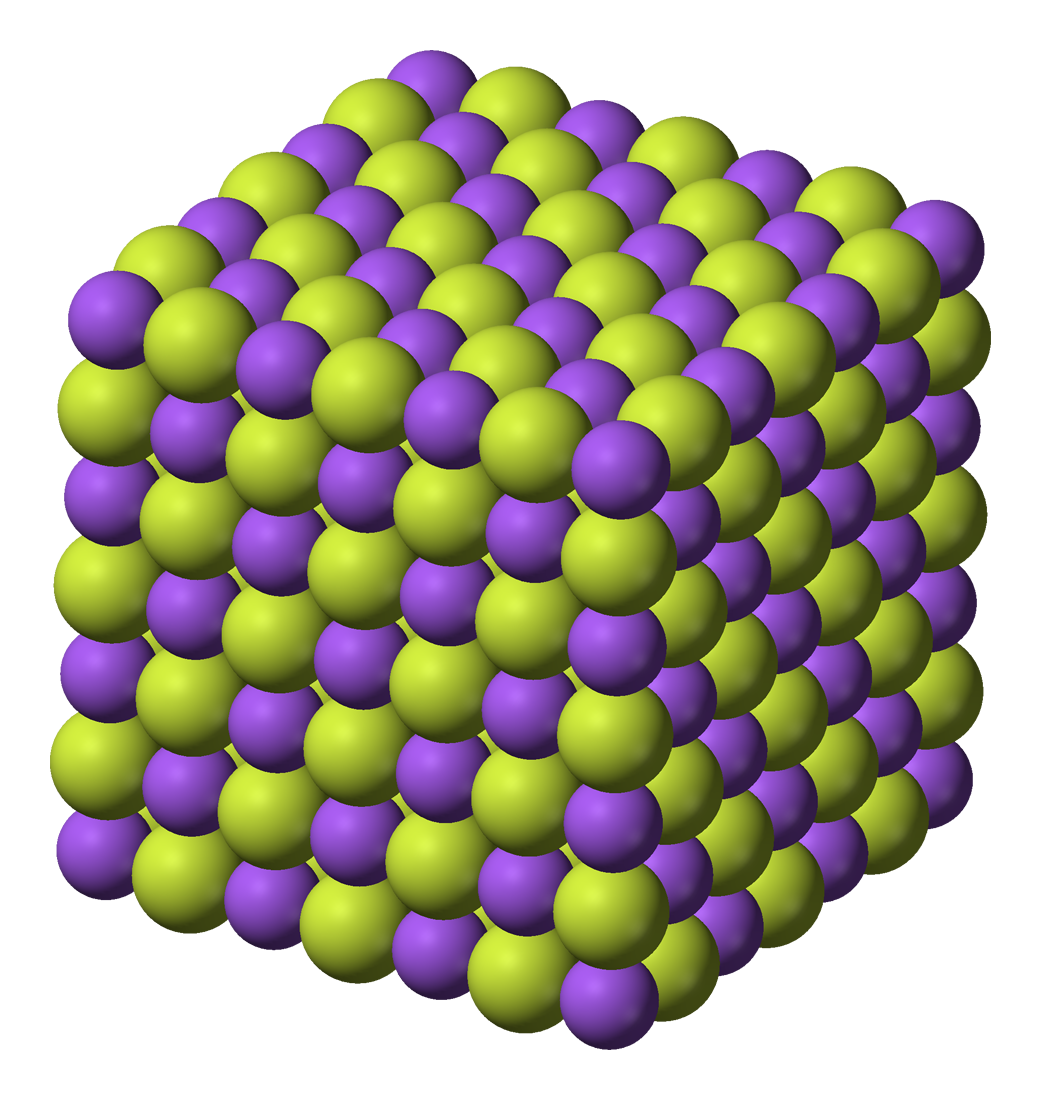
voorbeeld natriumfluoride

Kubisch, isometrisch of regulair verwijst in de kristallografie naar de kubusvormige typen kristalstelsels, waarvan alle ribben van de eenheidscel even lang en alle hoeken tussen de ribben recht zijn, dus gelijk aan {\displaystyle 90^{\circ }}. Het is van de zeven kristalstelsels het meest symmetrisch.
Een kubische structuur heeft drie tweetallige rotaties, langs de assen die steeds door twee middens van de tegen over elkaar liggende ribben van de eenheidscel gaan, drie drietallige rotaties, langs de lichaamsdiagonalen van de kubus, en drie viertallige rotaties langs de assen door de middens van twee tegenover elkaar liggende zijvlakken. Het kubische kristalstelsel telt vijf puntgroepen: 23, 432, m3, 43m en m3m.

## Bravaistralies
Er zijn van de veertien bravaistralies drie kubisch:
- het primitief kubische kristalrooster,
- het kubisch ruimtelijk gecentreerde kristalrooster en
- het kubisch vlakgecentreerde kristalrooster.

| Bravaistralie      | Primitief kubisch | Kubisch ruimtelijk gecentreerd | Kubisch vlakgecentreerd |
| ------------------ | ----------------- | ------------------------------ | ----------------------- |
| Gangbare afkorting | cP                | krg en bcc                     | kvg en fcc              |
| Pearson symbool    | cP                | cI                             | cF                      |
| Eenheidscel        |                   |                                |                         |

## Voorbeelden
- De mineralen van de granaatgroep hebben een kubisch kristalstelsel en hebben als kristalvorm een rombische dodecaëder of een deltaëdrische icositetraëder.
- Natriumfluoride met verhoudingsformule NaF heeft een steenzoutstructuur, dus is kubisch vlakgecentreerd.

triklien · monoklien · orthorombisch · tetragonaal · trigonaal · hexagonaal · kubisch